# Torna Hällestads IF

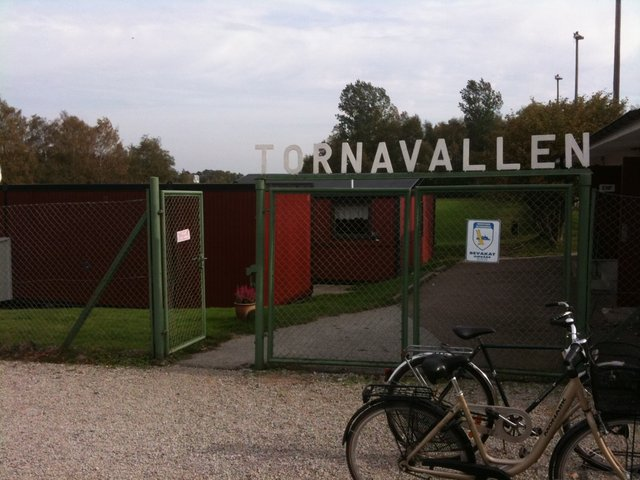
Tornavallen

Torna Hällestads IF (THIF) är en idrottsförening med bas på Tornavallen i Torna Hällestad belägen ungefär 1,5 mil utanför Lund. Föreningen består till största delen av fotboll men andra aktiviteter som utövas i föreningens regi är bordtennis, innebandy och tennis.
Herrlaget i fotboll deltog 2010 i seriespel i division 6 i Skånebolls regi. Damlaget spelade i division 5. För närvarande är det Staffan Danmyr, tidigare aktiv i bland annat IFK Malmö, som är seniortränare i föreningen. Under säsongen 2007 var det några allvarliga skador som satte stopp för avancemang uppåt i seriesystemet. I oktober 2010 kvalade man mot Öja FF om en plats till division 5.
Ett stort antal ungdomslag i fotboll finns också i föreningen, av vilka vissa spelar seriespel och andra endast turneringar med grannbyarna. Ett viktigt mål för föreningen är att alla seriespelande ungdomslag årligen åker till Göteborg för spel i Gothia Cup. Detta är den stora höjdpunkten för såväl spelare som ledare i THIF.